# Marion Bailey
Marion Bailey est une actrice britannique, née le 5 mai 1951 à Watford en Angleterre.

## Filmographie

### Cinéma
- 1994 : Don't Get Me Started : Gil Lane
- 1999 : Nasty Neighbours : Jean Peach
- 2000 : Offending Angels : la mentor
- 2002 : All or Nothing : Carol
- 2003 : I'll Be There : Mary
- 2004 : Vera Drake : Mme Fowler
- 2006 : The Sickie : Carol
- 2008 : Domestic Flight : Susan
- 2014 : Mr. Turner : Sophia Booth
- 2015 : The Lady in the Van : la femme de ménage du couvent
- 2016 : National Theatre Live : Mme Elton
- 2016 : Alliés : Mme Sinclair
- 2018 : Dead in a Week (Or Your Money Back) : Penny
- 2018 : Peterloo : Lady Conyngham
- 2018 : The Therapist
- 2020 : Brighton : Dinah

### Télévision
- 1975 : The Girls of Slender Means : la fille au dortoir (3 épisodes)
- 1983 : Meantime : Barbara
- 1984 : Miracles Take Longer : Juliet Arnold (3 épisodes)
- 1984 : Charlie : Susan Alexander (4 épisodes)
- 1984 : Big Deal : Alison Diamond (3 épisodes)
- 1986 : To Have and to Hold : Ann Fletcher (8 épisodes)
- 1989 : Inspecteur Morse : Fran Pierce (1 épisode)
- 1989 : Inspecteur Wexford : Ros Swan (3 épisodes)
- 1990-1994 : Casualty : Anna Longford et Joy Waddington (2 épisodes)
- 1991 : Hercule Poirot : Jane Mason (1 épisode)
- 1992-2007 : The Bill : Jess Parker, Delia Shaw, Elizabeth Dreydon et Dorothy Strafford (4 épisodes)
- 1994 : Inspecteur Frost : Eileen Grant (1 épisode)
- 1995 : Shine on Harvey Moon : Avis (7 épisodes)
- 1997 : Inspecteurs associés : Lorraine Wildgoose (1 épisode)
- 2000 : The Thing about Vince : Wendy Skinner (3 épisodes)
- 2007 : Persuasion : Mme Croft
- 2007 : Flics toujours : Brenda (1 épisode)
- 2008 : Holby City : Lesley Bingham (1 épisode)
- 2008 : Inspecteur Barnaby : Alyssa Bradley (1 épisode)
- 2009 : Monday, Monday : Clara (1 épisode)
- 2010-2013 : Him and Her
- 2011 : Being Human : La Confrérie de l'étrange : Ruth (1 épisode)
- 2011 : Jackson Brodie, détective privé : Gloria Hatter (2 épisodes)
- 2015 : Liberté conditionnelle : Sue Anderson (3 épisodes)
- 2017 : SS-GB : Joan Woods (1 épisode)
- 2019 : Temple : Ingrid (4 épisodes)
- 2019 : Britannia : Cara (3 épisodes)
- 2019-2020 : The Crown : Elizabeth Bowes-Lyon (saisons 3 et 4)